# Nur Devlet
Nur Devlet ibn Hadži Geraj (krimsko tatarsko in turško نور دولت, Nur Devlet, rusko in ukrajinsko Нур-Девлет, Nur Devlet) je bil drugi kan Krimskega kanata, ki je vladal v letih 1466–1467, 1467–1469 in 1475–1476. Bil je sin ustanovitelja kanata Hadžija I. Geraja,  * ni znano, † 1503, Kasimov.

## Vladanje na Krimu
Po smrti Hadžija I. Geraja leta 1466 so se njegovi sinovi sprli za nasledstvo. Leta 1466 je na oblast prišel njegov najstarejši sin Nur Devlet, vendar ga je  že naslednje leto stmoglavil brat Mengli I. Geraj. Mengli se je na oblasti obdržal samo nekaj mesecev in na oblast je ponovno prišel Nur Devlet. Leta 1467 je  na Poljsko poslal svojo delegacijo in napovedal svoj vzpon na prestol in od Poljske  pričakoval enako podporo kot jo je imel njegov oče. Poljska je njegova pričakovanja vljudno potrdila.
Mengli I. Geraj se je s podporo Genovske republike januarja 1469 vrnil na krimski prestol. Nur Devlet je pobegnil v Moskvo.
V dinastično vojno se je na zahtevo Širin bega vmešalo  Osmansko cesarstvo. Ekspedicija je bila bolj kot proti Mengliju usmerjena proti Genovežanom, a so ga kljub temu aretirali in zaprli v trdnjavo Jedikule v Istanbulu. Njegova aretacija je povzročila Nur Devletovo vrnitev na prestol in priznanje Osmanskega cesarstva. 
Osmansko cesarstvo se je takrat odpravljalo na pohod v Moldavijo in Nur Devleta prosilo za kontingent tatarske konjenice. Nur Devlet tega ni storil, morda zato, ker še ni utrdil svoje oblasti. Osmani so zato osvobodili Menglja I. Geraja in ga kot svojega vazala vrnili na Tatarski prestol. Na razpolago so mu dali svojo vojsko, čeprav ni jasno, ali so z njo nameravali strmoglaviti Nur Devleta: ker je Nur Devleta leta 1476 porazil in izgnal Ahmed kan iz Zlate horde in na krimski prestol posadil svojega nečaka Janibeg kana, je bolj verjetno, da so Osmani posredovali šele potem, ko je Krim zasedla Zlata horda, se pravi leta 1477. Mengli je prišel na prestol leta 1478 in vladal do leta 1515.

## Izgnanstvo v Rusiji in vladanje v Kasimovu
Po tretjem strmoglavljenju s krimskega prestola sta se Nur Devlet  in brat Hajder Geraj umaknila v Litvo in okrog leta 1480  v Moskvo. Sodeloval je v vojni Moskve z Zlato hordo  in medtem, ko se je veliki knez vojskoval s Tatari, osvojil prestolnico Zlate horde. Ko je v Kasimovu leta 1486 umrl Danija Kan, je veliki knez na njegovo mesto za nagrado imenoval Nur Devleta. 
Murtaza kan iz Zlate horde, zaprisežen sovražnik Menglija I. Giraja, je Nur Devletu ponudil zavezništvo Zlate horde s Kasimovom in Moskvo proti Krimu.  Zavezništvo ni uspelo. Po letu 1487 se  Nur Devletovo ime nič več ne omenja. Domneva se, da je umrl okrog leta 1503. Nasledil ga je sin Santigan Kan.

## Sklic
1. ↑  Crimea (Khanate) Arhivirano 2019-07-17 na Wayback Machine..

## Vira
- Alan W. Fisher. The Crimean Tatars. Hoover Institution Press, Stanford California, 1987, str. 9-11.  ISBN 0-81-796662-5.
- Joseph von Hammer-Purgstall. Histoire de l'Empire ottoman, Tome deuxième 1453-1494. Bellizard, Barthès, Dufour, Lowell, Pariz, 1886.

| Nur Devlet Dinastija GerajRojen: ni znano Umrl: 1503 |                                    |                            |
| Vladarski nazivi                                     |                                    |                            |
| Predhodnik: Hadži I. Geraj                           | Kan Krimskega kanata 1466–1467     | Naslednik: Mengli I. Geraj |
| Predhodnik: Mengli I. Geraj                          | Kan Krimskega kanata 1467–1469     | Naslednik: Mengli I. Geraj |
| Predhodnik: Hajder                                   | Kan Krimskega kanata 1475–1476     | Naslednik: Mengli I. Geraj |
| Predhodnik: Danijar                                  | Sultan Kasimskega kanata 1486–1490 | Naslednik: Mengli I. Geraj |